# Knotfest
Knotfest é um festival de música criado pela banda de metal americana Slipknot. Sua primeira edição aconteceu em 17 de agosto de 2012, em Council Bluffs, Iowa e 18 de agosto de 2012, em Somerset, Wisconsin. Sua segunda edição ocorreu em San Bernardino, Califórnia, nos dias 25 e 26 de outubro de 2014. Em seguida, foi a vez de Tóquio, Japão, nos dias 15 e 16 de novembro de 2014. 

## História

### Criação
O Knotfest foi oficialmente anunciado em 4 de junho de 2012. Entre as atividades do festival, ofereceu como parte de sua "experiência carnaval obscuro", tendas de circo, pilares de fogo, parque de diversões, engolidores de fogo, percussões feitas de carros velhos e paredes com graffiti. Também foi inaugurado o "Museu Slipknot".
"Queremos nos divertir e trazer algo de novo para o mundo do rock & roll", fala Shawn Crahan á Rolling Stone. "Iremos fazer um dia dedicado à nossa mentalidade, nossas ideias, as pessoas que querem brincar com as pessoas que achamos que nossos fãs querem estar ao redor."

### Transmissão
Em 11 de julho, o Slipknot anunciou que o Knotfest será transmitido através de um site pay-per-view streaming.

## Edições

### 2012
| Estágio principal                    |
| Sábado e Domingo                     |
| Slipknot Deftones Serj Tankian Prong |

| Estágio Secundário                         |
| Sábado e Domingo                           |
| Lamb of God Machine Head The Urge Dirtfedd |

### 2014
| Estágio principal                                     |
| Sábado                                                |
| Slipknot Danzig Anthrax Black Label Society Hatebreed |

| Estágio Principal                                                  |
| Domingo                                                            |
| Slipknot Five Finger Death Punch Volbeat Tech N9ne Atreyu Hellyeah |

## Knotfest Brasil

### Edições

#### 2022
A organização do Knotfest chegou a confirmar sua primeira edição brasileira do festival para o segundo semestre de 2021, com edições também no Chile e Colômbia. Devido ao agravamento da pandemia de covid-19 no Brasil, o festival foi adiado para o ano seguinte.
Em 2022, foi realizada a primeira edição do festival no Brasil, no dia 18 de dezembro, no Sambódromo do Anhembi, em São Paulo.
Além do headliner do festival, Slipknot, nove outras bandas se apresentaram no evento.
| Knotstage            | Carnival Stage       |
| -------------------- | -------------------- |
| Slipknot             | Judas Priest         |
| Bring me the Horizon | Pantera              |
| Mr Bungle            | Sepultura            |
| Vended               | Trivium              |
| Project46            | Oitão + Jimmy & Rats |
| Black Pantera        |                      |

#### 2024[15][16][17]
A Knotfest Brasil chegou a ser marcada para 21 e 22 de outubro de 2023, mas em nota publicada em julho daquele ano, anunciaram o cancelamento do evento.
No ano seguinte, a segunda edição brasileira do festival foi marcada para os dias 19 e 20 de outubro, no Allianz Parque, em São Paulo.
A banda Slipknot fará duas apresentações em celebração aos 25 anos da banda.
| 19 de outubro (sábado) | 20 de outubro (domingo) |
| ---------------------- | ----------------------- |
| Slipknot               | Slipknot                |
| Mudvayne               | Bad Omens               |
| Amon Amarth            | Till Lindemann          |
| Meshuggah              | BABYMETAL               |
| DragonForce            | P.O.D.                  |
| Orbit Culture          | Poppy                   |
| Ratos de Porão         | Black Pantera           |
| Krisiun                | Ego Kill Talent         |
| Project46              | Korzus                  |
| Eminence               | Papangu                 |
| Kryour                 | The Mönic com Eskröta   |